# Rödeby
Rödby is een plaats in de gemeente Karlskrona in het landschap Blekinge en de provincie Blekinge län in Zweden. De plaats heeft 3356 inwoners (2005) en een oppervlakte van 331 hectare.

## Verkeer en vervoer
Bij de plaats lopen de Riksväg 28 en Länsväg 122.
De plaats had vroeger een station op de nog bestaande spoorlijn Göteborg - Kalmar / Karlskrona.